# Ngiendula Filipe
Ngiendula Filipe, née le 20 mai 1982, est une joueuse angolaise de basket-ball.

## Palmarès
- Médaille d'argent aux Jeux africains de 2011
- Médaille de bronze aux Jeux africains de 2007